# Предраг Јовичић
Предраг Јовичић (Ужице, 13. септембар 1965) јесте српски и ромски пјесник.

## Биографија
У родном граду завршио је основну и средњу школу. Поезију је почео писати још у средњој школи. Прве пјесме објављује у Омладинском листу "Реч младих" и градским новинама "Вести". Са непуних осамнаест година постаје члан књижевног клуба КУД "Први партизан", затим градског књижевног клуба "Паун Петронијевић" гдје активно учествује у раду и манифестацијама које клуб организује. Оснивач је градског књижевног клуба "Рујно" из Ужица.
Учествује у вишегодишњој књижевној манифестацији "Пругом Београд-Бар" као и у бројним књижевним манифестацијама у Босни и Херцеговини и Сјеверној Македонији. Учесник је на смотрама културног стваралаштва Рома у Србији, Шпанији, Пољској... Као гост Културног центра Србије у Паризу промовисао је ромску књижевност односно поезију.
Његова књига "Цигански велики сан" (Romano Baro Suno), издата уз подршку Министарства културе и информисања, номинована је 2021. за Нобелову награду за књижевност. Његову кандидатуру подржали су Удружење ромских писаца Србије и Свјетско удружење Рома. Објавио је пјесничке књиге: Ишчупати из живота (1990), Цвеће иза жице (1992) и Хаику песме, прву књигу хаику песама на ромском језику. Заступљен је у зборнику поезије Снови из златног крчага, као и у Прегледу књижевности ужичког краја који је приредио др. Милутин Пашић. Хаику поезију објављивао у часопису Паун.
Бави се хуманитарнм радом као организатор књижевних дружења Дома за незбринуту децу "Петар Радовановић" као и у осталим основним и средњим школама у граду. Председник је "Удружења Рома", које је захваљујући њему обезбедило основне услове за живот за социјално најугроженије Роме: бесплатна изградња стамбеног простора, вода, канализација, струја и бесплатно школовање за сву ромску децу. Оснивач и председник "Удружења ромских писаца Србије и Црне Горе".
Члан је "Удружења књижевника Србије". Пише и објављује на српском и ромском језику.